# Leptatherina
Leptatherina és un gènere de peixos pertanyent a la família dels aterínids.

## Distribució geogràfica
Es troba a Austràlia.

## Taxonomia
- Leptatherina presbyteroides (Richardson, 1843)[5]
- Leptatherina wallacei (Prince, Ivantsoff & Potter, 1982)[6][7][8][9][10][11][12]